# Río Prat (Última Esperanza)
El río Prat, es un curso natural de agua, emisario de la lago Sofía en la Región de Magallanes y Antártica Chilena, en el extremo sur de Chile.

## Trayecto
El río Prat es el emisario de su cuenca homónima. Nace al sur de la hoya del lago Porteño de la cuenca del río Serrano. Fluye hacia el sur y recibe por su izquierda al río Sofía que desagua una cadena de lagos y ríos ubicados al norte de Puerto Natales y al este de la frontera internacional. La serie se inicia con el lago Dorotea que desagua en el río Rivas (a veces arroyo Rivas) que lleva sus aguas hasta el lago Sofía que las entrega al río Sofía.
Más abajo y poco antes de su desembocadura, el Prat recibe las aguas del río Prat Chico.

## Historia
En su hoya se encuentra el monumento natural Cueva del Milodón.
Luis Risopatrón lo describe en su Diccionario Jeográfico de Chile de 1924:: 698 
Prat (Rio). 51° 30' 72° 42' Es pequeño, recibe el desahue de la laguna Sofía i afluye del N a la costa N de la parte S E del estero de Ultima Esperanza. 1, xxvii, carta 144; 122, p. 89; i 134.